# Samsung
Samsung Grup (hangul: 삼성; hanja: 三星; pronunție în coreeană [sʰamsʰʌŋ]) este un conglomerat multinațional, cu sediul în Samsung Town, Seul, Coreea de Sud.Ea cuprinde numeroase întreprinderi afiliate, cele mai multe dintre ele fiind unite sub marca Samsung și este cel mai mare chaebol (conglomerat de afaceri) sud-coreean. Samsung a fost fondat de Lee Byung-Chul în 1938 ca societate comercială. Pe parcursul următoarelor trei decenii, grupul s-a diversificat în domenii, inclusiv pentru procesarea produselor alimentare, textile, asigurări, titluri de valoare și de vânzare cu amănuntul. Samsung a intrat în industria electronică la sfârșitul anilor 1960 și a construcțiilor navale și industriale la mijlocul anilor 1970; aceste domenii au stimulat creșterea ulterioară a acestuia. În urma morții lui Lee în 1987, Samsung a fost separat în patru grupuri de afaceri - Samsung Group, Shinsegae Group, CJ Grup și Hansol Grup. Din 1990, Samsung a globalizat din ce în ce mai mult activitățile sale și electronicele; în special, telefoanele sale mobile și semiconductoarele au devenit cea mai importantă sursă de venit.
Cele mai cunoscute firme afiliate Samsung sunt: Samsung Electronics (cea mai mare companie de tehnologie a informației din lume măsurată până în 2012 ca venituri și a patra ca valoare de piață), Samsung Heavy Industries (al doilea cel mai mare constructor de nave din lume, măsurat până în 2010 după venituri) și Samsung Engineering și Samsung C&T (a treisprezecea respectiv a treizeci și șasea companie din lume din domeniul construcțiilor). Alte filiale notabile sunt: Samsung Life Insurance (a paisprezecea cea mai mare companie de asigurări de viață din lume), Samsung Everland (administratorul Everland Resort, cel mai vechi parc tematic din Coreea de Sud) și Cheil Worldwide (a cincisprezecea cea mai mare agenție de publicitate din lume măsurată după veniturile din 2012).
Samsung are o influență puternică asupra Coreei de Sud pe dezvoltarea economică, politică, media și cultură și a fost o forță motrică majoră în spatele „Miracle on the Han River”. Companiile sale afiliate produc aproximativ o cincime din totalul exporturilor din Coreea de Sud. Veniturile Samsung au fost egale cu 17% din PIB-ul Coreei de Sud de 1.082 miliarde de dolari americani.

## Etimologie
Potrivit fondatorului Samsung, semnificația cuvântului coreean Samsung (三星) este „tri-stele” sau „trei stele”. Cuvântul „trei” reprezintă ceva „mare, numeros și puternic”.

## Istorie

### 1930 - 1980
- 1938: Byung-Chul Lee înființează mica lui afacere la Daegu, numită Samsung Store
- 1950: Byung-Chul Lee este fondatorul companiei comerciale Samsung din Seul
- 1953: Samsung începe cu producția de zahăr, ce a fost mai apoi preluată de Corporația CJ
- 1954: Se fondează Cheil Industries
- 1958: Samsung începe afaceri în domeniul asigurărilor
- 1963: Se deschide primul magazin universal/depozit în Seul
- 1964: Samsung înființează Tongyang Broadcasting Company (TBC), ce mai târziu s-a unit cu KBS
- 1965: Samsung dă naștere ziarului Joong-Ang Ilbo, ce în prezent nu mai este afiliat companiei
- 1969: S-a fondat Samsung Electronics
- 1974: Ia naștere ramura de Industrie Grea și Petrochimie
- 1976: Compania a primit din partea guvernului un premiu pentru export, deoarece făcea parte din programul de dezvoltare național
- 1977: Ca rezultat al acestui premiu, a apărut Samsung Construction. În plus, e înființată și ramura Samsung Shipbuilding
- 1982: Samsung pregătește o echipă profesionistă de baseball
- 1983: Samsung produce primul său cip pentru computer, 64k DRAM
- Spre sfârșitul anilor 1980, Samsung s-a extins și în domeniul petrochimiei și al electronicii

Samsung înseamnă trei stele în coreană. Lee Byung-Chull a fondat Samsung în 1938 începând cu o mică societate comercială, cu 40 de angajați, localizată în Seul. Compania a prosperat până în perioada invaziei comuniste din 1950, ce a adus numeroase prejudicii fondatorului său. Acesta a fost forțat să plece și să ia totul de la capăt în Suwon în anul 1951. În doar un an de zile, valoarea companiei a crescut de douăzeci de ori. În 1953, Lee a deschis o rafinărie de zahăr – prima instalație de fabricație din Coreea de Sud, de după Războiul Corean. Compania a prosperat sub conducerea lui Lee, al cărui scop a fost ca Samsung să fie lider de piață în fiecare industrie în care activa (Samsung Elecronics). Compania a început să se extindă și în domeniul serviciilor, precum asigurări, giranți și la începutul anilor ’70, Lee a împrumutat bani de la companii străine pentru a se lansa în industria de comunicare în masă prin stații radio și de televiziune (Samsung Electronics).
Regimul lui Park Chung-Hee, președintele sud-corean din anii ’60 și ’70 a ajutat Samsung Electronics și multe alte firme coreene. Park a conferit o mare importanță dezvoltării economice și a susținut companiile mari, profitabile, protejându-le de competiție și ajutându-le din punct de vedere financiar. Guvernul său a interzis mai multor companii externe să-și vândă produsele electronice în Coreea de Sud. Pentru a compensa lipsa de expertiză tehnologică din Coreea de Sud, guvernul sud-corean a solicitat furnizori străini de echipament de telecomunicații care să ofere tehnologie avansată de semiconductor în schimbul permiterii accesului la piața coreană (Samsung Elecronics).   Acest lucru a ajutat enorm compania Samsung în încercarea sa de a crea primele cipuri coreene de memorie pentru accesare rapidă. Mai mult, deși Samsung Electronics putea investi în companii din afara țării, investitorilor străini le era interzis să cumpere acțiuni Samsung (Samsung Electronics). Samsung a prosperat semnificativ pe piața internă.
Mai târziu, Grupul Samsung s-a divizat în mai multe ramuri, precum Samsung Elecron Devices Co., Samsung Elecro-Mechanics Co., Samsung Corning Co. și Samsung Semiconductor & Telecommunications Co., toate fiind grupate sub numele de Samsung Electronics Co., Ltd., în anii 1980. Primul produs al companiei a fost un televizor alb-negru.
La sfârșitul anilor 80’ și începutul anilor 90’, Samsung Electronics a investit masiv în cercetare și dezvoltare, precum și în clădirea companiei ca lider în industria globală de electronice. În anii 80’, Samsung producea, transporta și vindea în întreaga lume o serie largă de instalații și produse electronice. (Samsung Electronics). În 1982 a deschis o fabrică de asamblare de televizoare în Portugalia; în 1984, a construit o fabrică de 25 de milioane de dolari în New York; iar în 1987 a amenajat un nou spațiu de 25 milioane de dolari în Marea Britanie.
În 1993, Lee Kun-Hee, succesorul lui Lee Byung-Chull, a vândut zece dintre filialele Grupului Samsung, a restrâns compania și a îmbinat diferite operațiuni concentrându-se asupra a trei industrii: electronică, de inginerie și chimică (Samsung Elecronics). 
În 1992, Samsung a devenit cel mai mare producător de cipuri de memorie din lume. În 1995 a proiectat primul său display cu cristale lichide, egalându-și în cele din urmă nivelul tehnologic cu cel al lui Sony (Lee Kun-Hee).
Samsung a încercat, de asemenea, să-și îmbunătățească imaginea la nivel internațional. Începând cu anul 1998, a cheltuit mai bine de 6 miliarde de dolari pentru marketing, a sponsorizat ultimele cinci ediții ale jocurilor olimpice și a montat o mare reclamă video în Times Square în 2002 (Lee Kun-Hee). Compania Samsung este de asemenea implicată în Jocurile Asiatice, contribuind prin Competiția Samsung Nations Cup Riding, Festivalul Samsung de alergare, Campionatul mondial Samsung și multe altele în întreaga lume (Samsung Elecronics).

### Din 1990 până în prezent
În anii 90’, Samsung s-a dezvoltat ca și corporație internațională. Nu numai că s-a extins și pe plan extern, dar a început, de asemenea, să-și croiască drum în domeniul anumitor componente electronice. Ramura de construcții a companiei Samsung a obținut un contract pentru construcția unuia dintre cele două turnuri Petronas din Malaezia în septembrie 1993 și a lui Burj Dubai în 2004, hotel ce reprezintă cea mai înaltă structură creată vreodată de omenire. În 1996, Grupul Samsung a obținut din nou fundația Sungkyunkwan University. 
Față de alte mari companii coreene, Samsung a supraviețuit aproape fără a fi atinsă de către criza financiară asiatică din 1997-1998. Totuși, Samsung Motor Co, o societate pe acțiuni de 5 miliarde de dolari, a fost vândută în pierdere grupului Renault. Cel mai important, Samsung Elecronics (SEC) s-a desprins de Grupul Samsung și de atunci a ajuns să domine grupul și întreaga afacere cu semiconductori, depășind până și liderul mondial în investiții – Intel – în anul fiscal 2005. Brand-ul Samsung s-a îmbunătățit semnificativ în ultimii ani. Considerat de către rivalii săi ca fiind un competitor de temut, Samsung Electronics și-a extins foarte mult producția, pentru a deveni cel mai mare producător mondial de cipuri DRAM, flash memory, optical storage drivers, având drept țintă să dubleze vânzările și să devină producătorul principal a 20 de produse la nivel global până în 2010. În prezent, el este unul dintre cei mai importanți producători mondiali de display-uri cu cristale lichide și de telefoane mobile din noua generație.
Samsung Electronics, ce a atins recorduri la nivel de profit și venit în 2004 și 2005, a depășit Sony, devenind unul dintre cele mai populare branduri de electronice din lume. La sfârșitul lui 2005, Samsung avea o rețea ce valora 77.6 miliarde de dolari.   
Pentru anul 2022, Samsung introduce pe televizoarele inteligente Micro Led, Neo QLED și The Frame o platformă accesibilă pentru explorarea, cumpărarea și comercializarea NFT-urilor.   

## Stabilirea prețului
Pe 30 noiembrie 2005, Samsung a pledat vinovat pentru o acuzație legată de o înțelegere secretă privind fixarea prețului pentru DRAM, între anii 1999 și 2002, ce a discreditat competiția și a crescut prețul computerelor. În urma unei înțelegeri cu procurorii, Samsung Electronics Co. Ltd. și filiala sa din Statele Unite, Samsung Semiconductor Inc., au plătit o amendă de 300 milioane de dolari. În urma acestei investigații, Hynix a trebuit să plătească 185 milioane de dolari în 2005, iar Infineon 160 milioane de dolari în 2004. Micron Technology, firma din Statele Unite de la care s-a pornit cazul, a cooperat cu procurorii și nu a primit nicio amendă. În plus, cinci directori executivi de la Samsung, împreună cu câte patru directori de la Infineon și Hynix, precum și câte unul de la Elpida și Micron Technologies au primit condamnare cu închisoarea, cea mai lungă sentință, de 10 luni, fiind Young Hwan Park, președintele Samsung Semiconductor Inc.
În octombrie 2006, compania Samsung a fost iarăși citată într-o amplă investigație în industrie legată de fixarea prețului la SRAM, împreună cu Mitsubishi, Sony, Toshiba și Cypress Semiconductor.

## Critici
În prezent, Samsung menține o politică strictă în Coreea,  fără un sindicat al muncitorilor, monitorizând de aproape muncitorii și uneori formând un sindicat fantomă al muncitorilor, cu scopul de a preveni crearea unor astfel de uniuni reale. Conform legii coreene, o companie poate avea cel mult un sindicat al muncitorilor. Deși acest lucru a atras critici intense din partea activiștilor coreeni, canalele media conservatoare, incluzând Joongang Ilbo, ce are legături strânse cu grupul Samsung, consideră aceste revolte ca fiind o dovadă a faptului că sindicatele aduc prejudicii economiei și că ar trebui să fie înăbușite după bunul plac al companiei (deoarece Samsung se bucură de un imens succes ca și companie).
Recent (2007), un număr mare de consumatori s-au plâns companiei Samsung Electronics după ce au descoperit faptul că anumite televizoare LCD, monitoare de PC și laptopuri pe care le cumpăraseră sub numele de Samsung erau, de fapt, construite pe panouri LCD de cea mai proastă calitate, fabricate în Taiwan și China. Mai multe modele de televizoare LCD și monitoare Samsung, incluzând modelul XL20 de 20 de inci, nu erau construite pe panouri Samsung, fie deoarece compania nu producea acea mărime specifică, fie deoarece era mai convenabil.

## Samsung în România
Subsidiara locală a gigantului Samsung din Coreea de Sud, cu afaceri anuale de aproximativ un miliard de euro, domină autoritar două dintre cele mai importante segmente ale pieței locale de gadgeturi și electro-IT - cele de smartphone-uri și televizoare.
Samsung a intrat în „clubul“ miliardarilor în euro din România în 2018, după o creștere de 8% a veniturilor, la 4,6 mld. euro.
Samsung România vinde atât prin parteneri direcți (operatori telecom și retaileri online și offline), cât și direct pe samsung.com.
Începând cu 2019, la conducerea Samsung România și Bulgaria a fost desemnat Hoon Seol, în calitate de președinte a subsidiarei.